# HD78568
HD78568 — хімічно пекулярна зоря спектрального класу B9, що має видиму зоряну величину в смузі V приблизно  7,8.
Вона  розташована на відстані близько 1217,0 світлових років від Сонця.

## Пекулярний хімічний склад
Зоряна атмосфера HD78568 має підвищений вміст 
Si
.